# Siège de Pondichéry (1760-1761)
Pour les articles homonymes, voir Siège de Pondichéry.
Guerre carnatique
Guerre de Sept Ans
Batailles
- Chandernagor (1757)
- Plassey (1757)
- Gondelour (1758)
- Négapatam (navale) (1758)
- Condore (1758)
- Madras (1758)
- Pondichéry (navale) (1759)
- Masulipatam (1759)
- Chinsurah (1759)
- Wandiwash (1760)
- Pondichéry (1760-1761)

Le siège de Pondichéry est un siège de l'établissement français de Pondichéry pendant la troisième guerre carnatique, dans le cadre de l'affrontement plus global de la guerre de Sept Ans, ayant lieu entre le 4 septembre 1760 et le 15 janvier 1761. Des troupes terrestres britanniques assiègent et forcent la garnison française stationnée dans la ville à se rendre. Celle-ci est alors au bord de la famine lorsque le comte de Lally-Tollendal, offre sa reddition. De nombreux civils sont tués par les échanges de feu entre les belligérants, le comte de Lally-Tollendal ayant incité ces derniers à quitter la ville afin de réduire la population dans la ville assiégée.

## Sources et bibliographie
- (en) Cet article est partiellement ou en totalité issu de l’article de Wikipédia en anglais intitulé « Siege of Pondicherry (1760) » (voir la liste des auteurs).
- (en) Fortescue, History of the British Army (lire en ligne), p. 472.